# Єлисеєнко Олена Павлівна
Єлисеєнко Олена Павлівна (нар. 5 травня 1959, м. Ялта, нині АР Крим) — колишня російська професійна тенісистка.  Вона була золотою медалісткою одиночного та парного розряду на турнірі «Дружба-84» - заході, який проводився для країн, які бойкотували Олімпійські ігри 1984 року.  Майстер спорту (1976), Заслужений майстер спорту СРСР (1991).

## Біографія
Закінчила у 1985 р. Київський інститут фізичної культури. Треувалась у Г. Ляскало та В. Н. Камельзона.
Була переможницею першості Європи серед дівчат у парному розряді у 1978 р., чемпіонкою Європи в одиночному у 1980-1981 рр. та змішаному розрядах у 1980 р. та 1982 р., чемпіонкою СРСР в одиночному у 1983 р., парному у 1987 р., змішаному у 1980-1981 рр. розрядах. Була багаторазовою чемпіонкою України переможницею і призеркою міжнародних турнірів, зокрема «Ігор дружби», в одиночному і парному розрядах. У 1981, 1983, 1984 роках очолювала десятку кращих тенісисток Радянського Союзу. Була фіналісткою сьомої (1979) і восьмої (1983) Спартакіад народів СРСР у складі збірної команди України.
Єлисеєнко представляла Радянський Союз у 14 поєдинках Кубка Федерації між 1978 і 1985 роками. Вона взяла участь у трьох чвертьфіналах, включаючи поєдинок з Великою Британією в 1981 році, де вона тримала Сью Баркер до трьох сетів.  За час своєї кар'єри в Кубку Федерації вона виграла дві з шести одиночних гри і програла лише один раз у восьми парних змаганнях. 
Під час змагань у професійному турі вона брала участь в основних розіграшах Відкритого чемпіонату Франції та Вімблдону. Її найкращим результатом став пробіг до третього туру на Відкритому чемпіонаті Франції 1984 року в якості кваліфікації. 
Виступала за команду ДЮСШ (Ялта) у 1969–1976 рр., з 1976 р. – ДСТ «Локомотив» (Донецьк), де працювала тренером у 1989–1992 роках. З 1993 р. є тренером тенісного клубу «Поппенбутель» м. Гамбурґ (Німеччина).

## Фінал турніру WTA

### Парний розряд (0-1)
| Результат | Дата          | Турнір         | Рівень  | Покриття | Партнер      | Суперники                 | Рахунок  |
| --------- | ------------- | -------------- | ------- | -------- | ------------ | ------------------------- | -------- |
| Поразка   | Квітень, 1984 | Таранто, Italy | $50,000 | Глина    | Наталія Рева | Петра Губер Сабрина Голеш | 3–6, 3–6 |